# Atara Marmor
Pour les articles homonymes, voir Marmor.
Atara Marmor (née Betty Anne Atara Feuerwerker) est une historienne française, née à Clairvivre (Salagnac, Dordogne) le 3 septembre 1943 et morte à Bet Shemesh, Israël le 21 septembre 2003.

## Biographie
Atara Chana Beile Feuerwerker, Betty-Anne de son nom vernaculaire, naît à Clairvivre (Salagnac, en Dordogne). Elle est la fille du rabbin David Feuerwerker et d'Antoinette née Gluck. Elle est l'aînée de six enfants, tous nés à Paris XVIe, sauf elle, qui naquit durant la Seconde Guerre mondiale.
À l'époque de sa naissance, son père est officiellement le rabbin de Brive-la-Gaillarde et des trois départements voisins.
Son père, averti en avril 1944 de son imminente arrestation par la Gestapo, grâce à une filière de la Résistance, se réfugie deux mois en Suisse, son pays natal, avant de revenir clandestinement à Lyon. Sa mère reste avec elle en France. Elle avait d'avance prévu un refuge. Lorsque le jour vint où elle demanda d'être hébergée avec son bébé, il lui fut répondu que « C'était trop dangereux ! » Sans alternative, Antoinette Feuerwerker trouve un accueil dans un couvent catholique. La mère et la fille ont alors seulement droit à une cellule et se nourrissent de pommes de terre et d'eau.
À la Libération, le rabbin David Feuerwerker devient le Grand rabbin de Lyon, et avec sa femme il travaille à la reconstruction du judaïsme français. Atara vit donc à Lyon, de 1944 à 1946, en habitant avec ses parents, quai Tilsit.
En 1946, le rabbin David Feuerwerker est élu rabbin de Neuilly-sur-Seine. Ils habitent au 12, rue Ancelle. Atara va être mêlée à l'épopée du bateau Exodus. En effet, l'argent destiné à ce transport illégal est confié à Antoinette Feuerwerker. Ce sont des lingots d'or. À l'époque, des particuliers n'avaient pas le droit d'en posséder. Antoinette Feuerwerker cherche un endroit où les cacher, avant de les renvoyer à leur destination. Elle choisit de les placer, à l'insu de son époux, sous son lit. Son raisonnement est que personne ne le soupçonnera. Atara un jour joue sur le sol, et sous le lit aperçoit le trésor. Sa mère lui dit, « Ce sont des boutons d'or », afin que si l'enfant parle, la nouvelle ne s'ébruite pas.
En 1948, le rabbin David Feuerwerker devient le rabbin de la synagogue des Tournelles et la famille habite au 14, place des Vosges, au cœur du Marais, jusqu'en 1966.
Atara fait ses études secondaires à Paris, notamment au lycée Victor-Duruy et au lycée Fénelon.
Elle fait adolescente un long séjour aux États-Unis, ou elle apprend l'anglais. Elle passe un an à Mansfield, dans l'Ohio, demeurant chez le rabbin Harstein et sa famille. Elle s'initie à la vie américaine. Elle termine son diplôme de High School à Mansfield.
Puis elle séjourne à New York. L'épouse du rabbin de Loubavitch, Menachem Mendel Schneerson, la Rebbetzin Chaya Mushka Schneerson, lui fait visiter la métropole américaine.
Elle étudie à New York au Stern College for Women de l'université Yeshiva.
Lorsque le doyen des poètes français, André Spire, décède en 1966, c'est au rabbin David Feuerwerker qu'il revient de conduire les funérailles. La famille d'André Spire demande des funérailles intimes dans son petit village hors de Paris, et demande qu'Atara, l'amie de la fille des Spire, Marie-Brunette, soit présente. Elle le sera.
Lorsque sa famille s'installe à Montréal, au Québec, Atara étudie la sociologie à l'Université de Montréal. Elle dépose ensuite un mémoire de maîtrise en histoire en 1976 sur L'Histoire des mentalités : le concours de l'Académie de Metz dans les trois évêchés en 1785-1787-1788.
Elle entreprend alors des années de recherche pour un doctorat en histoire de l'architecture sur le célèbre architecte Ludwig Mies van der Rohe et l'école du Bauhaus.
Dès son jeune âge elle s'intéresse à la musique (elle suit des cours particuliers de violon avec Abraham Bourlinski, qui lui offrira un violon qui l'accompagnera au cours de sa vie).
Elle aime peindre. De sa chambre donnant sur la place des Vosges, elle peint des natures mortes ou la place Royale.
Plus tard, une fois mariée à Murray Marmor, un pharmacien de Montréal, féru d'art, elle deviendra experte en art et peinture. Les Marmor, des collectionneurs de tableaux de maîtres prêteront à des musées certains de leurs chefs-d'œuvre ou feront des dons.
Atara et Murray Marmor ont deux enfants : Gila France et Schelomo.
En visite chez sa fille à Ramat Bet Shemesh (Israël), elle est subitement décédée la veille de la fête de Souccot, le 21 septembre 2003, à l'âge de 60 ans,  et est enterrée à Bet Shemesh. Elle et son mari venaient de prendre la décision de faire leur alya.

## Publications
- The Rebbetzin Chaya Mushka Schneersohn. À Brief Biography. Merkos L'Inyonei Chinuch: New York, 1999, 2004.  (ISBN 0-8266-0101-4)
- Catherine Poujol. David Feuerwerker, Rabbin, Résistant, Enseignant, Historien. Archives Juives, Paris, 2002.
- Elie Feuerwerker. Uris and 'Exodus' made an impact. The Jewish State (New Jersey), July 11, 2003/11 Tammuz 5763, p. 4.
- Elie Feuerwerker. Potatoes. Letter to the Editor. The Jewish Press, New York, Friday, July 14, 2006, p. 5.
- (en) Renée Worch. Holocaust Heroines. Four Teenagers' Stories of Courage and Miraculous Survival. Feldheim Publishers: Nanuet, New York, 2016.  (ISBN 9781680252446). Voir le premier chapitre Rose Glick, p. 5-59.